# Scot Kleinendorst
Scot Brian Kleinendorst (* 16. Januar 1960 in Grand Rapids, Minnesota; † 17. Dezember 2019 in Duluth, Minnesota) war ein US-amerikanischer Eishockeyspieler, der im Verlauf seiner aktiven Karriere zwischen 1978 und 1990 unter anderem 301 Spiele für die New York Rangers, Hartford Whalers und Washington Capitals in der National Hockey League (NHL) auf der Position des Verteidigers bestritten hat. Sein nur elf Monate jüngerer Bruder Kurt Kleinendorst war ebenfalls professioneller Eishockeyspieler und später als Trainer tätig.

## Karriere
Kleinendorst besuchte zunächst die Grand Rapids High School in seinem Geburtsort Grand Rapids und war zwischen 1975 und 1978 für das Eishockeyteam der High School aktiv. In seiner ersten Spielzeit gewann der Verteidiger mit der Mannschaft die High-School-Meisterschaft des Bundesstaates Minnesota. Ab der Saison 1976/77 spielte er dort gemeinsam mit seinem jüngeren Bruder Kurt, ebenso wie später am Providence College, das Scot Kleinendorst zwischen 1978 und 1982 besuchte. Parallel zu seinem dortigen Studium war er über vier Jahre für das Eishockeyteam mit dem Beinamen Friars aktiv, das dem Spielbetrieb der ECAC Hockey, einer Division innerhalb der National Collegiate Athletic Association (NCAA) angehörte. Während der vier Jahre gewann der Abwehrspieler mit der Collegemannschaft im Jahr 1981 den Divisionstitel der ECAC, in den Jahren 1980 und 1982 erhielt er Berufungen ins Second und First All-Star Team der Division. Darüber hinaus wurde Kleinendorst im NHL Entry Draft 1980 in der fünften Runde an 98. Position von den New York Rangers aus der National Hockey League (NHL) ausgewählt. Bereits eine Runde zuvor an 77. Stelle hatten die Rangers seinen Bruder gezogen.
Nachdem der US-Amerikaner, der sein Studium in Erziehungs- und Gesundheitswissenschaften erfolgreich abgeschlossen hatte, bereits zum Ende der Saison 1981/82 erste Profierfahrungen bei den Springfield Indians in der American Hockey League (AHL) gesammelt hatte, pendelte er in den folgenden beiden Spieljahren zwischen dem NHL-Kader New Yorks und dem der Tulsa Oilers aus der Central Hockey League (CHL). Zudem waren die beiden Spielzeiten von zahlreichen Verletzungen geprägt, sodass er über diesen Zeitraum lediglich 79 Partien absolvierte. Ende Februar 1984 wurde der junge Defensivakteur im Tausch für Blaine Stoughton zu den Hartford Whalers transferiert, wo er jedoch aufgrund einer weiteren Verletzung erst in der Saison 1984/85 debütierte. Nach einer einjährigen Eingewöhnungsphase in der Organisation der Whalers, in der er abermals zwischen NHL und AHL pendelte, avancierte Kleinendorst ab der Spielzeit 1985/86 für die vier folgenden Spieljahre zum NHL-Stammspieler bei den Hartford Whalers, ehe er im März 1989 erneut Teil eines Transfergeschäfts wurde und zu den Washington Capitals geschickt wurde. Im Gegenzug wechselte Jim Thomson nach Hartford.
Wie auch in Hartford war die Zeit in der US-amerikanischen Hauptstadt von Verletzungen geprägt, sodass sich der Verteidiger dazu entschied, im Sommer 1990 seine Karriere im Alter von 30 Jahren zu beenden. Er arbeitete danach zeitweise als Trainer im Juniorenbereich. Kleinendorst verstarb im Dezember 2019 im Alter von 59 Jahren im Krankenhaus von Duluth im Bundesstaat Minnesota an den Folgen eines Arbeitsunfalls in einer Papiermühle wenige Tage zuvor.

### International
Für sein Heimatland stand Kleinendorst mit der Nationalmannschaft der Vereinigten Staaten bei der Weltmeisterschaft 1982 in Finnland auf dem Eis. Dabei belegten die US-Amerikaner den achten Platz und mussten zum dritten Mal den Abstieg in die B-Gruppe der WM hinnehmen. In vier Turnierspielen blieb Kleinendorst punktlos. Beim Canada Cup 1987 war der Abwehrspieler ebenfalls für den erweiterten Turnierkader nominiert, kam verletzungsbedingt aber nicht in das endgültige Turnieraufgebot.

## Erfolge und Auszeichnungen
- 1976 Minnesota-State-Championship mit der Grand Rapids High School
- 1980 ECAC Second All-Star Team
- 1981 Whitelaw-Cup-Gewinn mit dem Providence College
- 1982 ECAC First All-Star Team

## Karrierestatistik

### International
Vertrat die USA bei:
- Weltmeisterschaft 1982

(Legende zur Spielerstatistik: Sp oder GP = absolvierte Spiele; T oder G = erzielte Tore; V oder A = erzielte Assists; Pkt oder Pts = erzielte Scorerpunkte; SM oder PIM = erhaltene Strafminuten; +/− = Plus/Minus-Bilanz; PP = erzielte Überzahltore; SH = erzielte Unterzahltore; GW = erzielte Siegtore; 1 Play-downs/Relegation; Kursiv: Statistik nicht vollständig)